# Jakob Femerling
Jakob Femerling Andersen (født 4. maj 1990) er en dansk skuespiller, uddannet på Statens Teaterskole i 2015. Han er nok bedst kendt fra Tinka og Kongespillet hvor han spiller Birk, fra tv-serien Dicte hvor han har spillet Baldur og fra filmen Gidseltagningen hvor han spiller Sune.

## Filmografi
| År   | Serie                  | Rolle  | Noter        |
| ---- | ---------------------- | ------ | ------------ |
| 2016 | Dicte                  | Baldur |              |
| 2019 | Tinka og Kongespillet  | Birk   | Julekalender |
| 2022 | Tinka og Sjælens Spejl | Birk   | Julekalender |